# Frösve
Frösve är kyrkbyn i Frösve socken i Skövde kommun i Västergötland belägen utanför orten Stöpen.
Byn ligger nära ån Ösan och här ligger Frösve kyrka.

## Ortnamnet
Namnet skrevs 1411 Frösswi. Namnet kan innehålla gudanamnet Frö och vi, 'helig plats, kultplats'. Alternativ kan namnet innehålla vidher, 'skog'.